# Tagebau Gräbendorf
Der Tagebau Gräbendorf ist ein ehemaliger Tagebau im Lausitzer Braunkohlerevier in Brandenburg. Er wurde nach dem Ortsteil Gräbendorf der Stadt Altdöbern im Landkreis Oberspreewald-Lausitz benannt.

## Geschichte
1979 begann die Erschließung der Lagerstätte und am 28. September 1984 konnte mit der Kohleförderung begonnen werden. Aus dem Tagebau wurden unter anderem die ehemaligen Kraftwerke Lübbenau und Vetschau, das Gaskombinat Schwarze Pumpe sowie die Brikettfabriken der Lausitz mit Rohkohle versorgt.
Der Tagebau Gräbendorf wurde zum Jahresende 1992 stillgelegt und zwischen 1996 und 2007 zum Gräbendorfer See geflutet.

## Landinanspruchnahme
Für den Tagebau wurden 834,6 Hektar Land beansprucht. In Reddern (1980) und Laasow (1987) wurden einzelne Gehöfte abgebrochen, die Orte Laasdorf und Gräbendorf wurden 1989 vollständig devastiert. Insgesamt wurden 77 Einwohner umgesiedelt.